# Valdemar I. Švédský
Valdemar I. Švédský (šv. Valdemar Birgersson, 1243 – 26. prosince 1302 Nyköping) byl švédský král od roku 1250. Byl synem princezny Ingeborgy, sestry krále Erika XI. Jeho otcem byl jarl Birger Magnusson z Bjölbo.

## Nezletilost
Již od roku 1248 vládl Švédsku jako regent jeho otec, jarl Birger Magnusson. Králem byl zvolen na otcův popud v roce 1250, když zemřel Erik XI. Birger byl tehdy na křížové výpravě ve Finsku. I poté, co Valdemar v roce 1257 dosáhl plnoletosti, byl Birger nadále faktickým vládcem Švédska.

## Období Valdemarovy vlády

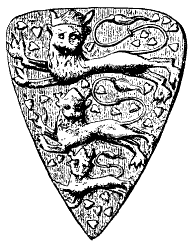
Valdemarův znak

Po otcově smrti v roce 1266 se Valdemar dostal do konfliktu se svým mladším bratrem Magnusem, tou dobou jarlem, který chtěl trůn získat pro sebe. Ve Švédsku opět vypukla občanská válka, v níž byl Valdemar poražen a musel vládu v roce 1275 předat svému mladšímu bratrovi Magnusovi, kterého podporoval i Erik V. Dánský. Oficiálně se však trůnu zřekl až o pět let později. Později však začal opět vyvíjet snahy ke znovuzískání, načež byl Magnusem údajně z důvodu duševní poruchy v roce 1288 uvězněn na hradě Nyköpingu, kde v pohodlném vězení v roce 1302 zemřel. K poslednímu odpočinku byl uložen údajně v klášteře Vreta. Existuje také možnost pohřbu v kostele Riddarholmen.

## Manželství a potomci
V roce 1260 se jeho manželkou stala Žofie Dánská († 1286), dcera dánského krále Erika Plovpenninga. Manželství nebylo zdařilé a manželé se rozešli.
Valdemar měl řadu milenek: nejznámější z nich je jeho švagrová Jutta Dánská, sestra jeho první ženy Žofie, která byla do roku 1271 abatyší v klášteře v Roskilde, avšak poznavši krále, rozhodla se odložit řeholní roucho a opustit klášter. Měla mu dokonce porodit dceru. Dále se uvádějí Kristina Dánská, Kateřina z Gützkow a Ludgarda (její původ není znám). S některou z nich zřejmě mohl uzavřít manželství.
Všechny známé děti pocházejí z manželství se Žofií:
- Ingeborg (1263–1292), manželka hraběte Gerharda II. Holštýnsko-Segeburského
- Erik (1272–1330)
- Rixa (1269–1292), manželka polského krále Přemysla II. Polského, matka české královny Elišky Rejčky, druhé manželky českého krále Václava II.
- Kateřina († 1293)
- Marina, manželka hraběte Rudolfa  Diepholz
- Markéta, byla řeholnicí